# 米山義則
米山 義則（よねやま よしのり、1955年2月18日 - 2006年6月5日）は、アルゼンチンで活躍した日本人バンドネオン奏者。

## 略歴
東京都出身。1970年に千代田区立麹町中学校卒業。
1972年にバンドネオンを入手。日本大学櫻丘高等学校卒業  。1974年にアルゼンチンに渡る。カルロス・フィガリ（Carlos Figari）楽団のバンドネオン奏者となる。その後、レオポルド・フェデリコ楽団の第一バンドネオン奏者を務めることもあった。1993年、『米山義則とオルケスタ・ティピカ』（Yoshinori Yoneyama y Su Orquesta Típica）を結成する。カルリートス（Carlitos） の愛称があった。
2006年6月5日、アルゼンチンの病院で、心不全で死去する。51歳であった。
タンゴの当地ブエノスアイレスを本拠地として、プロのバンドネオン奏者として活躍した日本人は米山が最初であり、アルゼンチンでのタンゴ楽団代表にまでなった日本人も彼のみである。

## CD
- Renacimiento del Tango（ポリドール、1997年）